# Altstadt Kleinbasel
Die Altstadt Kleinbasel bezeichnet den rechtsrheinischen Teil der Altstadt der schweizerischen Stadt Basel. Zusammen mit dem Grossbasler Teil bildet sie das historische Zentrum der Stadt und grenzt im Norden an den Stadtteil Matthäus (Klingentalgraben, Riehenstrasse), im Nordosten an den Stadtteil Clara (Klybeckstrasse, Claragraben), im Süden an den Rhein und im Osten an den Stadtteil Wettstein (Claragraben, Wettsteinstrasse).
Auf der Kleinbasler Seite finden sich die beliebten Uferplätze am Rheinbord, hier findet im Spätsommer das kostenlose FLOSS Festival statt. Unterhalb der Mittleren Brücke ist das ehemalige Klingentalkloster mit dem Museum Kleines Klingental. Die beiden Quartiere sind verbunden durch die Mittlere Brücke und eine Rheinfähre.

## Wohnbezirke
Die Altstadt Kleinbasel ist in zwei Wohnbezirke unterteilt:
- Klingental (Claraplatz, Kaserne)

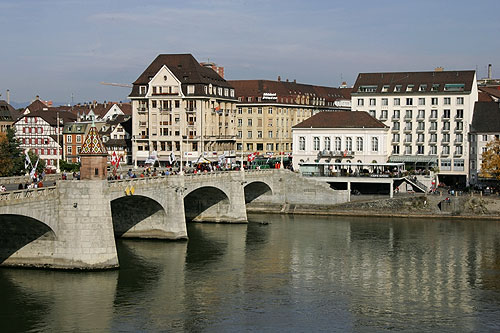
Blick von der mittleren Brücke auf die Kleinbasler Altstadt

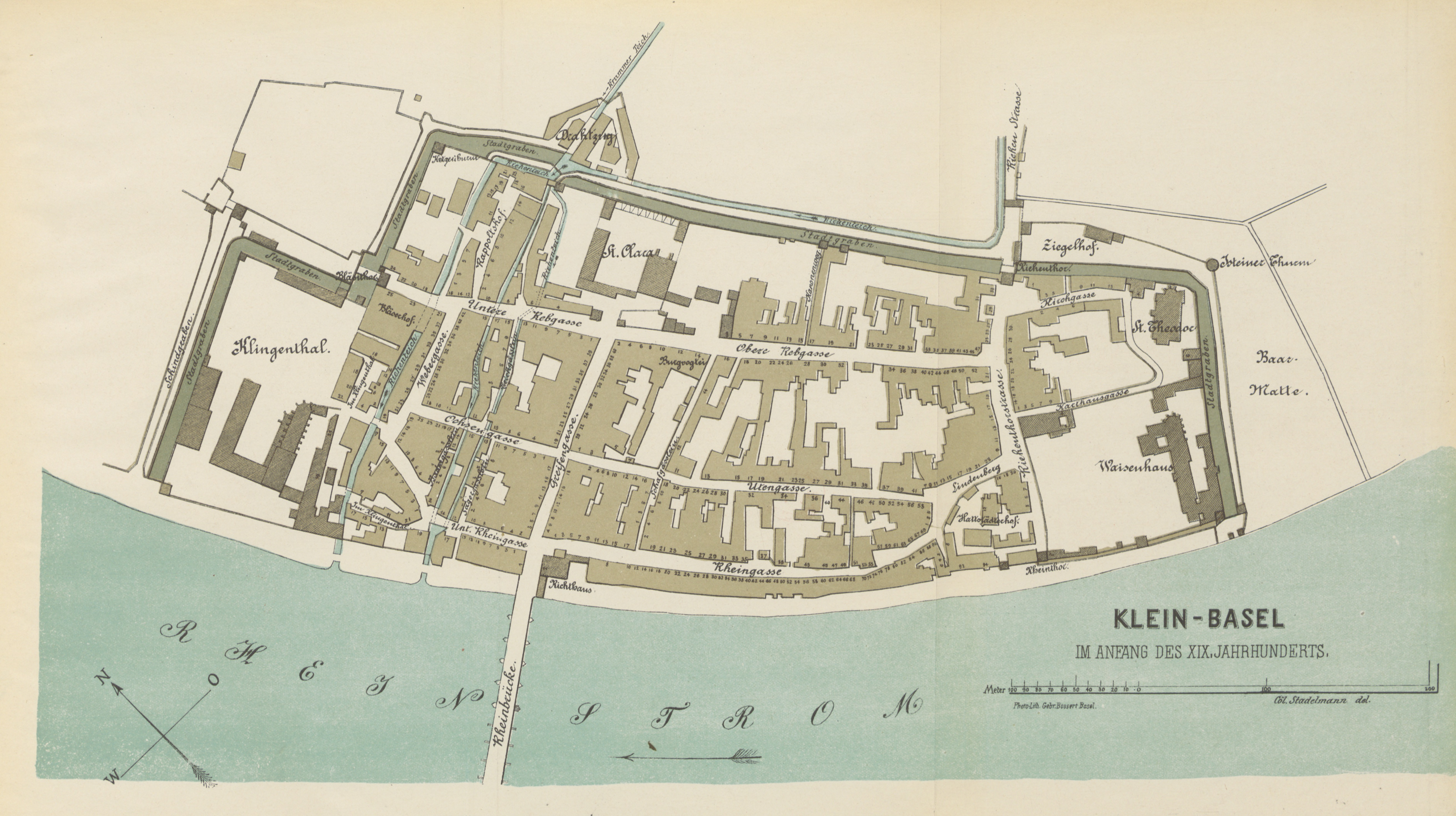
Kleinbasel mit dem Klingental links um 1800

- Theodor (Rheingasse, Theodorskirche)

## Gebäude und Sehenswürdigkeiten
- Café Spitz
- Kaserne Basel
- Museum Kleines Klingental
- Ausstellungsraum Klingental
- Clarakirche
- Theodorskirche
- Kartäuserkirche, siehe Kloster St. Margarethental